# زواتا
زواتا قرية فلسطينية من قرى الضفة الغربية وتتبع محافظة نابلس يبلغ عدد سكانها حوالي 2,000 نسمة وتقع شمال غرب مدينة نابلس وتبعد 5 كم عن المدينة، يعمل عدد كبير من سكانها في مدينة نابلس، فيها مسجدان ومدرستان.
اشتهرت زواتا في السنوات الماضية بزراعة الخضروات الشتوية والحمضيات التي كانت ترويها من ينابيعها المتدفقة وخاصة عين القرية الرئيسة التي تتدفق مياهها بقوة في فصل الشتاء وتضعف في فصل الصيف، ولذلك بنى أصحاب المزارع الكبيرة عددا من البرك والأحواض الزراعية لري المزروعات عندما تشح المياه. بالإضافة إلى نبع القرية الرئيس، هناك ينابيع أخرى تتدفق في فصل الشتاء ويجف معظمها في فصل الصيف.

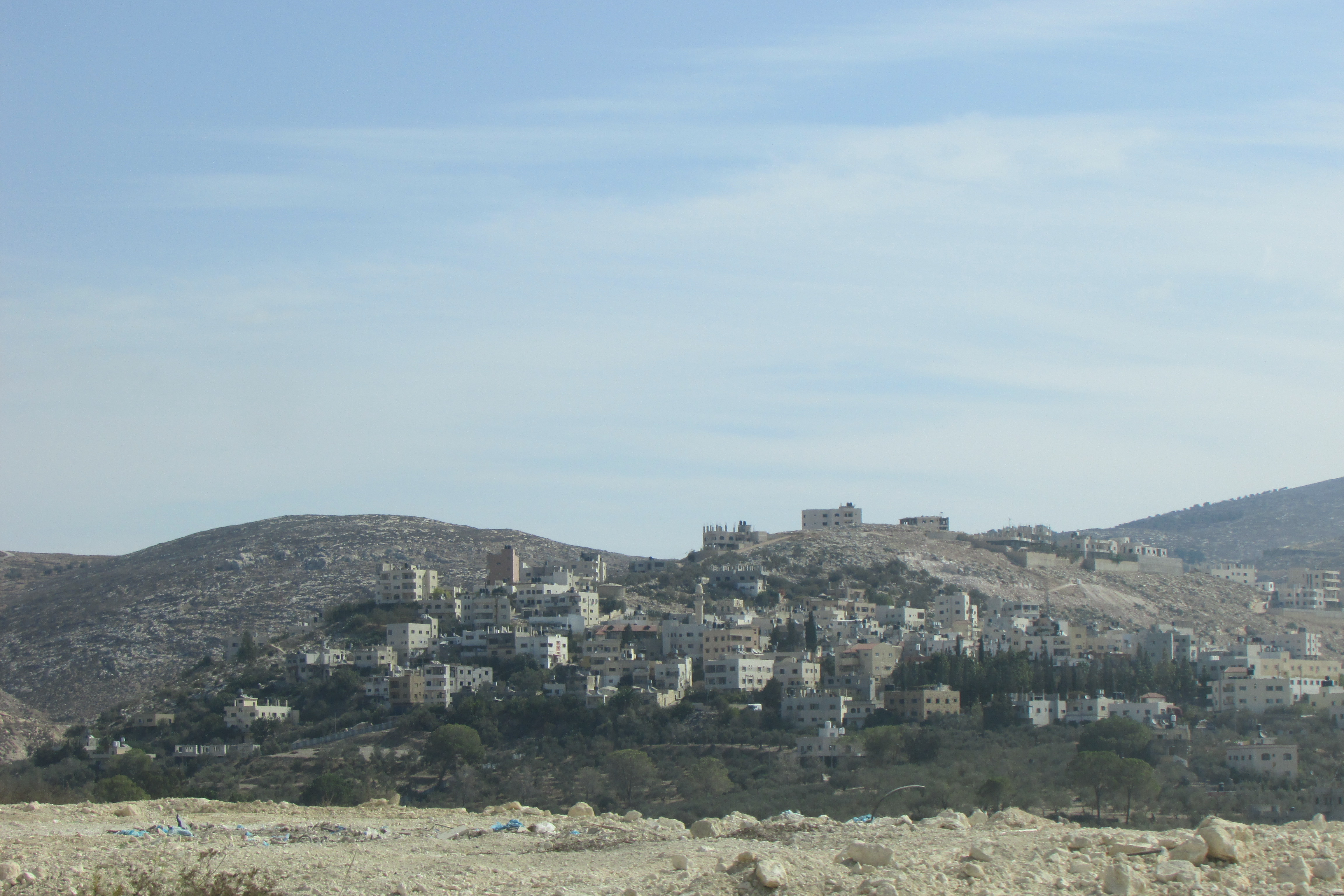
قرية زواتا

تقع زواتا على سفح جبل من جبال النار يدعى أبوعجرم، وتحيط بها من الغرب قريتا الناقورة الجنوبية وبيت إيبا، ومن الجنوب قرية بيت وزن، ومن الشرق مدينة نابلس وبلدة عصيرة الشمالية، ومن الشمال قرية إجنسنيا.

## عدد سكانها
في عام 1922، بلغ عدد سكان القرية 214 نسمة، وارتفع إلى 330 نسمة عام 1945، ثم إلى 466 نسمة عام 1961. بعد الاحتلال الإسرائيلي، ازداد العدد إلى 591 نسمة نتيجة تدفق الوافدين، مما أدى إلى نشوء تجمع سكاني جديد عُرف باسم "زواتا الجديدة". استمر النمو السكاني ليصل إلى 974 نسمة عام 1987. كما شهدت القرية هجرة عدد من شبابها، خصوصًا إلى ألمانيا، حيث ساهموا في دعم اقتصادها. وبحلول عام 1997، ارتفع عدد السكان إلى 1,419 نسمة.

## تاريخها

### الحقبة العثمانية
أُدرجت زواتا، كغيرها من مناطق فلسطين، ضمن أراضي الدولة العثمانية عام 1517. ووفقًا لسجلات الضرائب العثمانية لعام 1596، كانت القرية جزءًا من ناحية جبل سامي، التابعة لسنجق نابلس. بلغ عدد سكانها آنذاك 11 أسرة، جميعهم من المسلمين. دفع السكان معدل ضريبة ثابتًا قدره 33.3% على المنتجات الزراعية، بما في ذلك القمح والشعير والمحاصيل الصيفية وأشجار الزيتون، بالإضافة إلى الأغنام وخلايا النحل. كما شملت الضرائب إيرادات عرضية ومعصرة لإنتاج زيت الزيتون أو دبس العنب، إلى جانب ضريبة ثابتة يدفعها سكان منطقة نابلس، بإجمالي 6,944 آقجة.
وفقًا لجوسين، أُعيد توطين زواتا في القرن التاسع عشر، وينحدر بعض سكانها من بلدة نعلين.
في عام 1838، أشار الباحث إدوارد روبنسون إلى موقع زواتا "على جانب التل"، وكانت حينها جزءًا من منطقة جورة عمرة، الواقعة جنوب نابلس.
أما في عام 1870، فقد وصفها الرحالة الفرنسي فيكتور غيران بأنها "قرية تقع على تل مرتفع، تغطيه منحدرات من الحجر الجيري الأبيض، يُستخدم بعضها كمقالع. بلغ عدد سكانها حوالي 300 نسمة. وتوجد أسفل التل عين زواتا، وهي نبع غني يزود القرية بالمياه ويروي واديًا صغيرًا. وخلال زيارته، لاحظ غيران وجود قطعان كبيرة من الأغنام تتجمع حول النبع".
وفي التعداد العثماني لعام 1870/1871 (1288هـ)، أُدرجت زواتا ضمن ناحية وادي الشعير.
أما في عام 1882، فقد وصفتها "بعثة استكشاف فلسطين الغربية" التابعة لصندوق استكشاف فلسطين (PEF) بأنها "قرية متوسطة الحجم تقع على تل، وتوجد ينابيع في الوادي إلى الشمال منها".

### الحقبة البريطانية
في التعداد الذي أجرته سلطات الانتداب البريطاني عام 1922، بلغ عدد سكان زواتا 214 نسمة، جميعهم من المسلمين. وارتفع العدد في تعداد عام 1931 إلى 247 نسمة، كانوا يقيمون في 73 منزلًا. وفي إحصائيات عام 1945، بلغ عدد سكان القرية 330 نسمة، جميعهم من المسلمين، وبلغت مساحة أراضيها 3,558 دونمًا، وفقًا لمسح رسمي للأراضي والسكان. من هذه الأراضي، خُصص 13 دونمًا لزراعة الحمضيات والموز، و334 دونمًا للأراضي المزروعة والمروية، و1,842 دونمًا للحبوب، بينما صُنفت 31 دونمًا كمناطق مبنية.

### الحقبة الأردنية
بعد نكبة عام 1948، وخلال اتفاقيات الهدنة لعام 1949، أصبحت زواتا تحت الحكم الأردني. وفي عام 1961، بلغ عدد سكانها 466 نسمة.

### ما بعد عام 1967
منذ حرب الأيام الستة عام 1967، أصبحت زواتا تحت الاحتلال الإسرائيلي. ووفقًا للإحصاء الإسرائيلي في ذلك العام، بلغ عدد سكان القرية 591 نسمة، من بينهم 28 شخصًا سُجلوا كمهاجرين من داخل الأراضي المحتلة. وبعد اتفاقيات أوسلو عام 1995، تم تصنيف أراضي زواتا إلى 31% ضمن المنطقة "أ"، و32% ضمن المنطقة "ب"، بينما بقيت 37% تحت تصنيف المنطقة "ج". كما صودرت بعض أراضي القرية لإنشاء طريق عسكري إسرائيلي، مما أدى إلى فصل زواتا عن أراضيها الشمالية.

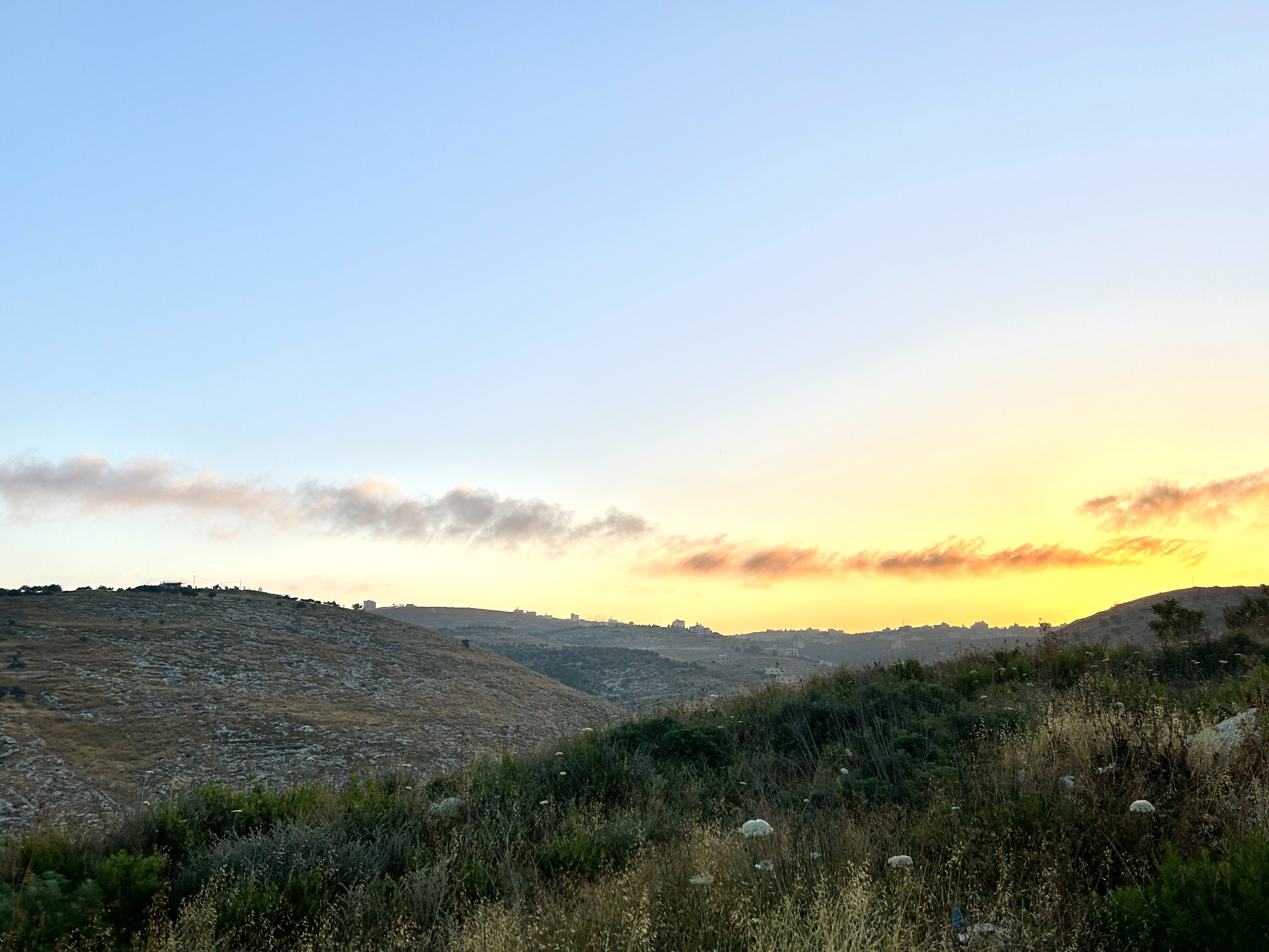
جبال بين زواتا وعصيرة الشمالية